# 微软管理控制台
微软管理控制台（英語：Microsoft Management Console，简称MMC）是从Windows 2000开始提供的一个组件，旨在为系统管理员和高级用户提供一个配置和监控系统的控制介面及工具。

## 插件和控制台
管理控制台可以托管称之为“snap-ins”的组件对象模型（COM）组件。微软大多数管理员工具都实现为MMC插件。第三方也可以使用发布在微软开发者网络网站的MMC应用编程接口实现自己的插件。
插件均注册在 [HKEY_CLASSES_ROOT]\{CLSID} 和 [HKEY_LOCAL_MACHINE\Software\Microsoft\MMC\Snapins] 注册表键。与MMC结合的插件被称为“控制台”（console），用户可以使用此语法启动： mmc path \ filename.msc [/a] [/64] [/32]。

### 常见插件
功能最丰富的MMC组件是“计算机管理”，它在控制面板-“系统和安全”分类的“管理工具”文件夹中可用。计算机管理实际上整合了多个MMC插件，包括设备管理器 、磁盘碎片整理、Internet Information Services（如果已安装）、磁盘管理、事件查看器、本地用户和组（Windows家庭版除外）、共享文件夹及其他工具。计算机管理还可以完全指向另一台计算机，可以监控和配置本地网络上用户可访问的计算机。
其他MMC常用插件包括：
- Microsoft Exchange Server
- Active Directory用户和计算机，域和信任，站点和服务
- 组策略管理，Windows 2000及后续所有系统中包括本地安全策略插件（Microsoft Windows的家庭版禁用此插件）
- 服务插件，可管理Windows服务
- 性能插件，可监控系统性能和指标
- 事件查看器，监控系统和应用程序事件。

## 版本历史
- MMC 1.0，随Windows NT 4.0可选包发布。
- MMC 1.1，随SQL Server 7.0和Systems Management Server 2.0发布，并可为Windows 9x和Windows NT下载。新功能：[1]
  - 插件的任务面板
  - 向导式属性图表
  - 可以在运行时加载扩展为一个插件
  - 支持HTML帮助
- MMC 1.2，随Windows 2000发布。新功能：[2]
  - 支持Windows Installer和组策略
 
  - 筛选视图
  - 导出列表视图到一个文本文件
  - 持久保存用户设置的列布局（即列表的宽度、顺序、可见性和排序）
- MMC 2.0，随Windows XP和Windows Server 2003发布。新功能：
  - 操作系统定义的视觉样式
  - 自动对象模型，允许MMC插件使用MMC外的方式编程（例如从一个脚本）
  - 64位插件
  - 控制台任务面板
  - 查看扩展
  - 多语言用户接口（英语：Multilingual User Interface）（MUI）帮助文件
- MMC 3.0，随Windows Server 2003 R2、Windows Server 2003 SP2、Windows Vista[3]、Windows Server 2008和Windows XP SP3发布。也可为Windows XP SP2和Windows Server 2003 SP1下载。新功能：[4]
  - 新的“操作窗格”，显示在MMC用户界面的右侧，显示当前选定节点的可用操作
  - 支持使用.NET框架开发插件，包括Windows Forms
  - 创建插件所需的代码量大幅降低
  - 改进调试能力
  - 异步用户界面模型（仅MMC 3.0插件）
  - 真彩色图标支持（仅Windows Vista）
  - 新的添加/移除插件界面
  - DEP强制启用。所有插件必须实施DEP。[5]